# Hang Én

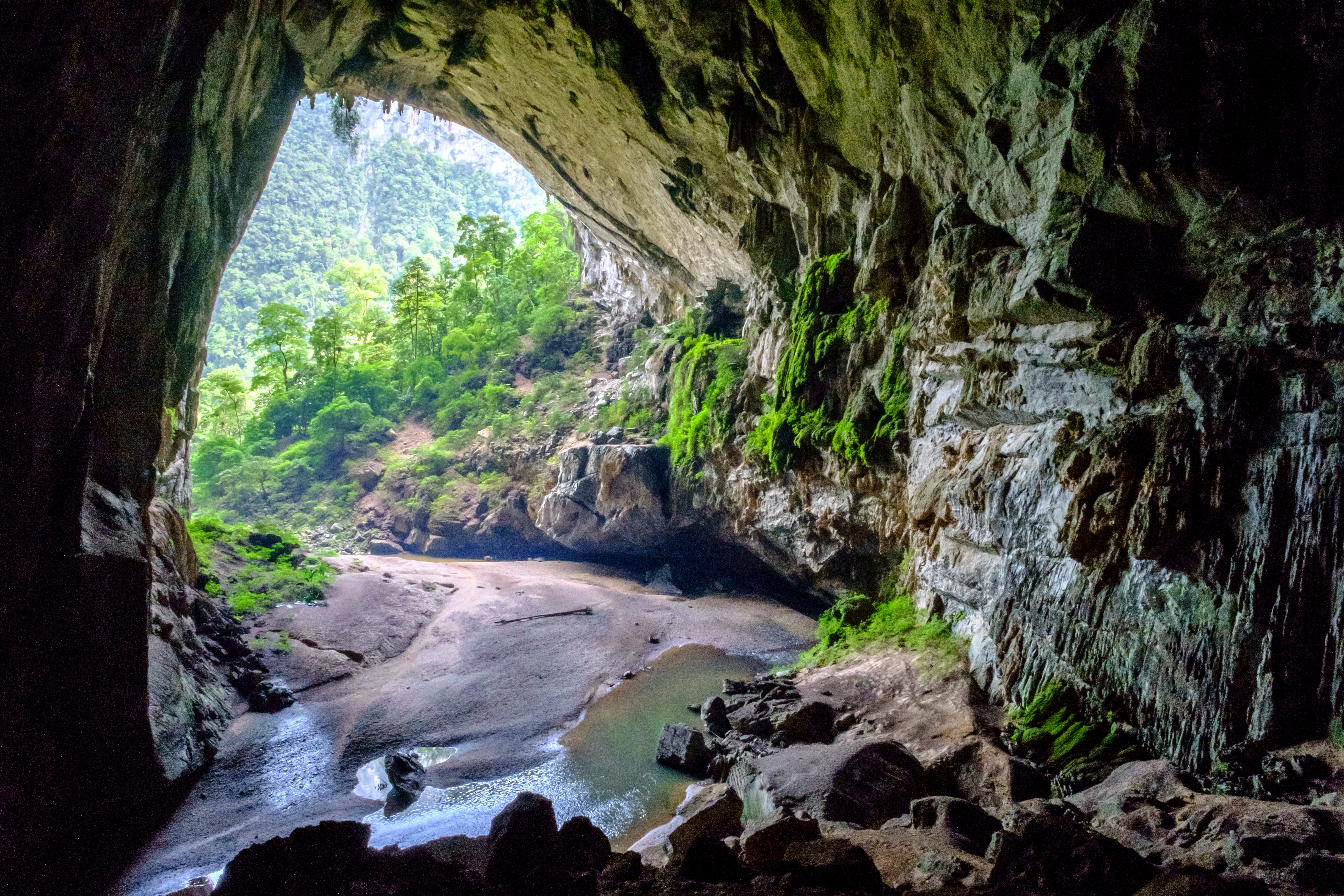
Éngrotten

Hang Én (Seglaregrottan eftersom det finns många seglare i denna grotta)  är en grotta i Phong Nha-Ke Bang nationalpark i provinsen Quang Binh på gränsen till distriktet Bo Trach, 60 kilometer norr om staden Dong Hoi och 430 kilometer söder om Vietnams huvudstad Hanoi. 
Detta är den tredje största grotta i världen, efter Son Doong i Phong Nha-Ke Bang nationalpark och Deergrottor i Malaysia. 
Grottan visas upp för turister på en guidad tur.
Grottan har visats på det amerikanska TV-programmet Good Morning America (med Son Doong).